# مدرسة ثانوية حكيمة
مدرسة ثانوية حكيمة هي مدرسة تاريخية تعود إلى القاجاريون، وتقع في خوي.